# A Dráva-sík állatvilága
A kistáj nyugati része a Közép-dunai faunakerület illír faunakörzetének Dráva-menti faunajárásába tartozik. A  Dráva-mente és az Eupannonicum faunajárás (Nagyalföld) határának a  Matty–Máriagyűd vonalat tekintik; e vonal körül a Dráva-sík keleti része állatföldrajzi szempontból átmeneti tartomány, amiben keverednek az Eupannonicum és az Illiricum elemei.

## Puhatestűek (Mollusca)

### Csigák (Gastropoda)
- Folyóvízben élő fajok:
  - rajzos csiga (Theodoxus danubialis),
  - bödöncsiga (Theodoxus transversalis),
  - Amphimelania holandri.

- Álló vagy lassan folyó vizekben, hullámtereken és holtágakban élő fajok:
  - vízi korongcsiga (Anisus septemgyratus),
  - magyar fialócsiga (Viviparus acerosus),
  - fialócsiga (Viviparus contectus),
  - nagy tányércsiga (Planorbarius corneus),
  - májmételycsiga (Lymnaea truncatula),
  - nagy mocsáricsiga (Lymnaea stagnalis),
  - éles csiga (Planorbis planorbis),
  - közönséges vízicsiga (Bithynia tentaculata).

- Iszaplakó fajok:
  - folyamcsiga (Fagotia acicularis),
  - pettyes csiga (Fagotia esperi).

- Füzesekben, nádasokban, tehát a holtágak mellett növő társulások jellemző fajai:
  - selymes borostyánkőcsiga (Succinea putris),
  - kis borostyánkőcsiga (Succinea oblonga),
  - gombcsiga (Segmentina nitida),
  - bábcsiga (Pupilla muscorum); ritkaság.

- Avarlakó, az ártéri erdők üde avarjában élő fajok:
  - tüskés csiga (Acanthinula aculeata),
  - bordás csiga (Vallonia costata),
  - fényes orsócsiga (Cochlodina laminata),
  - csillogó csiga (Oxychilus dralbarnceudi),
  - félmeztelen csiga (Daudebardia rufa),
  - óriás meztelen csiga (Limax cinereo-niger).

- Mezőgazdasági területek, gyomtársulásokban található ritkább fajok:
  - kórócsiga (Helicella obvia),
  - tejfehér csiga (Monacha cartusiana).

- Az üde talajú ártéri erdők elterjedt csigái:
  - márványozott csiga (Helicigona arbustorum),
  - kerti csiga (Cepea hortensis),
  - éti csiga (Helix pomatia)
  - pannon csiga (Cepea vindobonensis) – a szárazabb és melegebb helyeken.

### Kagylók (Bivalvia)
Fontosabb fajok:
- festőkagyló (Unio pictorum),
- tompa folyamkagyló (tompa folyami kagyló, Unio crassus),
- tavikagyló (Anodonta cygnea),
- lapos tavikagyló (Pseudanodonta complanata)
- vándorkagyló (Dreissena polymorpha).

Megtalálható még:
- nagy borsókagyló (Pisidium amnicum)
- gömbkagyló (2 faj; Sphaerium sp.).

## Ízeltlábúak (Arthropoda)

### Ikerszelvényesek (Diplopoda)
A Dráva-síkon két ritka faj is él:
- Polydesmus edentus,
- Polydesmus collaris.

### Rákok (Crustacea)
A folyóban, annak holtágaiban és morotváiban számos rákfaj él.

#### Alsórendű rákok
Minden felszíni víztestben megtalálható egy vagy több fajuk.

#### Ágascsápú rákok (Cladocera)
Gyakoribb nemeik:
- Diaphanosoma,
- Daphnia,
- Bosmina.

Ritkább fajok:
- Bunops semrricaudana,
- Polyphemus pediculus.

#### Kagylósrákok (Ostracoda)
Gyakori fajok:
- Cypris pubera,
- Notodromas monacha.

#### Ászkarákok (Isopoda)
Hat, itt élő fajuk közül általánosan elterjedt a közönséges víziászka (Asellus aquaticus).

#### Tízlábú rákok (Decapoda)
A Dráva mentén általánosan elterjedt a kecskerák (Astacus leptodactylus).
A szennyezés miatt egyre inkább eltűnik a patakokból és a vízfolyásokból a folyami rák (Astacus astacus).

### Rovarok (Insecta)

#### Egyenesszárnyúak (Orthoptera)
Főleg a terület szárazabb vidékein – az erdőszéleken, réteken, legelőkön, gátoldalakon fordulnak elő. Általánosan elterjedt családjaik:
- Phaneropteridae,
- Meconematidae,
- Tettigoniidae.

#### Kérészek (Ephemeroptera)
Az imágók többsége rövid életű. A lárvák a vízben vagy az iszapban élnek, többségük ragadozó, de van közöttük szerves törmeléket evő is. A Dráva mellől eddig összesen 25 faj került elő, közülük ritkaság:
- Raptobaptus tenellus,
- Oligoneuriella pallida,
- Epehemerella notata.

#### Szitakötők (Odonata)
A Dráva-sík szitakötő faunája igen gazdag.
- A vizek mellett mindenütt megtalálható:
  - sávos szitakötő (Agrion splendens),
  - levéllábú szitakötő (Platycnemis pennipes),
  - gyakori légivadász (Coenagrion pulchellum),
  - szép légivadász (Coenagrion puella),
  - ritka légivadász (Coenagrion scitulum).

- A holtágak, morotvák mocsaraiban él:
  - réti rabló (Lestes dryas),
  - kisasszony szitakötő (Agrion virgo),
  - foltos légivadász (Lestes barbarus),
  - Szőrös karcsúacsa (Brachytron pratense),
  - gyakori acsa (Aeshna affinis),
  - sárgafoltos szitakötő (Somatochlora aenea),
  - kétfoltú szitakötő (Ephiteca bimaculata),
  - kék pásztor (Orthetrum coerulescens),
  - vízipásztor (Orthetrum cancellatum),
  - lassú szitakötő (Sympetrum depressiusculum),
  - kisfoltos laposacsa (Libellula fulva),
  - alföldi szitakötő (Sympetrum sanguineum),
  - barnafoltos szitakötő (Sympetrum pedemontanum),
  - sárgás szitakötő (Sympetrum meridionale),
  - erdei szitakötő (Ophiogomphus cecilia),
  - feketelábú szitakötő (Gomphus vulgatissimus) – védett faj,
  - sárgalábú szitakötő (Stylurus flavipes) – védett faj.

- További védett fajok:
  - díszes szitakötő (Coenagrion ornatum),
  - közönséges acsa (Libellula depressa),
  - négyfoltos acsa (Libellula quadrimaculata),
  - útszéli szitakötő (Sympetrum flaveolum),
  - erdei szitakötő (Ophiogomphus cecilia),
  - tócsa szitakötő (Leucorrhinia caudalis),
  - piros szitakötő (Leucorrhinia pectoralis).

#### Poloskák (Heteroptera)
Egyesek szárazföldön, mások vízben élnek. Szúró-szívó szájszervük van, és ezzel a többségük növények nedveit szívja ki, néhány kisebb csoportjuk pedig a zsákmány testfolyadékát. A Dráva-síkon mintegy háromszáz fajukat mutatták ki.
Magyarországon eddig csak innen leírt fajaik:
- Amblytylus albidus,
- Cryptostemma alienum,
- Dichypus pallidus,
- Dichypus constrictus,
- Calocoris sexguttatus,
- Capsodes mat,
- Criocoris nigripes,
- Orthotylus viridinervis,
- Psallus anaemicus,
- Psallus cerridis,
- Psallus pardalis,
- Strongilocoris luridus.

#### Fatetvek (Psocoptera)
A 26 magyarországi faj fele megtalálható a síkon. Értékes fajok:
- Neopsocopsis hirticornis,
- Ectopsocus briggsi,
- Peripsocus didymus.

#### Recésszárnyúak (Neuroptera)
Közel harminc fajk él a síkon. A hangyalesőket a Myrmeleon formicarius képvisel.

#### Bogarak (Coleoptera)
A Dráva-sík bogárvilágát csak töredékesen ismerjük.
- Futóbogarak (Carabidae):
  - kék futrinka (Carabus violaceus exasperatus),
  - szegélyes futrinka (Carabus marginalis),
  - Bembidion azurescens (hegyvidéki faj),
  - Harpalus marginellus (hegyvidéki faj).  az
  - Amara saphyrea (balkáni faunaelem),
  - Bembidion elongatum (balkáni faunaelem),
  - B. dalmatinum latinum (balkáni faunaelem),
  - Agonum angustatum (balkáni faunaelem),
  - Trechus obtutus (atlanti faunaelem),
  - Bembidion clarkii (atlanti faunaelem).

- Cincérek (Cerambicidae):
  - barna gyalogcincér (Dorcadion fulvum) gátakon és a réteken él,
  - fekete gyalogcincér (Dorcadion aethiops) gátakon és a réteken él,
  - kis hőscincér (Cerambyx scopoli),
  - darázscincér (Strangalia carnaria),
  - pézsmacincér (Aromyia moschata),
  - nagy hőscincér (Cerambyx cerdo),
  - csőszcincér (Prionus coriarius),
  - földicincér (Neodorcadion bilineatum).
  - gyászos cincér (Dorcatipus tristis) – ritka
  - Stenostola dubia – ritka.

- A csiborok (Hydrophilidae) ritka faja a Sphaeridium marginatum.

- A lemezescsápúaknak (Lamellicornia) mintegy száz faját írták le. Jól ismert csoportjaik:
- Lucanidae,
- Geotrupidae,
- Scarabaeidae, ezen belül:
  - óriásbogarak (Dynastinae),
  - Melolonthinae,
  - Rutelinae,
  - Cetoniina.

- A holyvák (Staphylinidae)  harminckét faja került elő a Dráva mellől. Köztük:
  - Ilyobates nigricollis,
  - Ilyobates subopacus,
  - Oxytelus fulvipes,
  - Atheta aquatica,
  - Alevonata rufocestacea,
  - Ceranata ruficornis.

- A pattanóbogarak (Elateridae) ritka, hegyvidéki faja az Anostrius castaneus.

- Az ormányosbogarak (Curculionidae) mintegy 1400 magyarországi faja közül száznál többet a Dráva-síkon is leírtak.
  - Az eszelények (Attelabidae) nyolc fajáról tudjuk, hogy itt is él.
  - A pálcaormányosok (Brentidae) több mint két tucat faját erről a kistájról is kimutatták.

#### Tegzesek (Trichoptera)
Nedves területeken, mocsarak, patakok, folyók mentén élnek, mint a vizes élőhelyek állapotának természetes indikátorai. A Drávában 104 fajukat találták meg: ez a magyarországi tegzes fajok több mint fele.
- drávai tegzes (Platyphylax frauenfeldi) – endemikus faj.
- Ritka, védett fajok:
  - Rhyacophila dorsalis,
  - Silo piceus,
  - Polycentropus irroratus,
  - Crunoecia irrorata.
- Elterjedtebb fajok:
  - Orthotrichia angustella,
  - Brachycentrus subnubilus,
  - Ceraclea riparia,
  - Oxyethira flavicornis.

#### Lepkék (Lepidoptera)
A Dráva-sík lepkefaunája igen hiányosak ismert; főleg a molylepkékről tudunk keveset.
Fontosabb nagylepke fajok:
- magyar színjátszó lepke (Apatura metis),
- sárga gyapjasszövő (Eriogaster catax),
- apáca púposszövő (Furcula bicuspis),
- C-betűs aranybagolylepke (Lamprotes c-auerum),
- Perizoma sagittata,
- kis apollólepke (Parnassius mnemosyne),
- fakó gyöngyházlepke (Clossiana selene),
- farkasalmalepke (Zerynthia polyxena)
- Thersamonia dispar hungarica.

Gyakoribb fajok:
- kis színjátszólepke (Apatura ilia),
- nappali pávaszem (Aglais io),
- atalanta-lepke (Vanessa atalanta),
- fecskefarkú lepke (Papilio machaon),
- kardoslepke (Iphiclides podalirius),
- törpeszender (Proserpinus proserpina),
- díszes medvelepke (Arctia festiva),
- kis rókalepke (Aglais urticae),
- nagy rókalepke (Nymphalis polychloros).

Ritkább fajok:
- díszes tarkalepke (Euphydryas maturna),
- Neptis hylas aceris,
- fekete szemeslepke (Minois dryas).

#### Kétszárnyúak (Diptera)
A terület kétszárnyú faunája kevéssé ismert.
- A szúnyogalkatúak közül tömegesen fordul elő:
  - gyötrő szúnyog (Aedes vexans),
  - oldalfoltos szúnyog (Aedes sticticus),
  - foltos szúnyog (Culex modestus).

- A bögölyök (Tabanidae) közül hazánkban egyedül itt él a Pangonius pyritosus. Gyakori fajok:
  - esőthozó pőcsik (Haematopota pluvialis),
  - marhabögöly (Tabanus bovinus),
  - lóbögöly (Tabanus bromius),
  - közönséges pőcsik (Chrysops caecutiens).

Ritka fajok:
- - Chrysops rufipes,
  - Hybomitra tropica.

- A zengőlegyek (Syrphidae) két leggyakoribb faja:
- háromöves pihelégy (Volucella inanis),
- kétöves zengőlégy (Chrysotoxum bicinctum).

- A rablólegyek (Asilidae) családjában a
  - vércselegyek közül Magyarországon csak itt él a Cyrtopogon lateralis.
  - Gyakori a homoki farkaslégy (Philonicus albiceps).

- A fürkészlegyek (Tachynidae) közül viszonylag sok alföldi faunaelem:
- Aphria longirostris,
- Hemida vitatta,
- Atylostoma tricolor.

#### Hártyásszárnyúak (Hymenoptera)
Közel félezer fajukat mutatták már ki, de távolról sem mondható el, hogy valamennyit ismernénk már.
- A hangyák közül gyakori?
  - erdei vöröshangya (Formica rufa),
  - fekete lóhangya (Camponotus vagus),
  - fekete fahangya (Lasius niger).

- A fullánkosok közül Magyarországon még csak innen ismert:
  - az útonálló darazsak (Pompilidae) családjába tartozó, ritka Anoplius alpinobalticus,
  - a Nomada posthuma és
  - a Deinoplus exignus.

A poszméhek közül gyakori a kövi poszméh (Bombus lapidarius),  igen ritka a Bombus haematurus.
- A méhek leggyakoribb családjai:
  - ősméhek (Colletidae),
  - bányászméhek (Andreüdae),
  - földiméhek (Melittidae),
  - karcsúméhek (Halictidae).

Ritkább családok:
- - művészméhek (Megachilidae),
  - bundásméh (Anthophiridae),
  - szociális méhek (Apidae).

## Halak
A Drávából 57 halfajról van adat, ezek közül 53 bizonyított. Ezeket tipikus élőhelyük szerint csoportosítjuk:

### Pelagofil fajok
- garda (Pelecus cultratus),
- amur (Ctenopharyngodon idella),
- fehér busa (Hypotltalmiclatys molitrix),
- pettyes busa (Aristichtltys nobilis),
- angolna (Anguilla anguilla);

### Litofil fajok
- sebes pisztráng (Salmo trutta m. fario),
- sziválványos pisztráng (Oncorhynchus mykiss),
- dunai galóca (Hucho hucho),
- domolykó (Leuciscus ceplaalus),
- balin (Aspius aspius),
- lapos keszeg (Abramis ballerus),
- bagolykeszeg (Abramis sapa),
- szilvaorrú keszeg (Vimba vimba),
- paduc (Citondrostoma nasus),
- pataki szajbling (Salvenilus fontinalis),
- pénzes pér (Thymallus thymallus),
- márna (Barbus barbus),
- magyar bucó (Zingel zingel),
- német bucó (Zingel streber),
- gyöngyös razbóra (Pseudorasbora parva)
- leánykoncér (Rutilus pigus virgo) – a Duna vízrendszerében endémikus alfaj;

### Fitolitofil fajok
- nyúldomolykó (Leuciscus leucascus),
- jász (Leuciscus idus),
- bodorka (Rutilus rutilus),
- küsz (Alburnus alburnus),
- dévérkeszeg (Abramis brama),
- vágódurbincs (Gymnocephalus baloni),
- széles durbincs (Gymnocephalus cernuus),
- selymes durbincs (Gymnocephalus schraetser),
- sügér (Perca fluvintilis);

### Lito-pelagofil fajok
- viza (Huso huso),
- sőregtok (Acipenser stellatus),
- kecsege (Acipenser ruthenus),
- sima tok (Acipenser nudiventris),
- vágó tok (Acipenser gütdenstaedti),
- menyhal (Lota lota),
- harcsa (Silurus glanis);

### Fitofil fajok
- csuka (Esox lucius),
- vörösszárnyú keszeg (Scardinius erythrophthalmus),
- kurta baing (Leucaspius delineatus),
- karika keszeg (Blicca bjoerkna),
- compó (Tinca tinca),
- kárász (Carassius carassius),
- ezüstkárász (Carassius auratus gibelio),
- ponty (Cyprinus carpio),
- réti csík (Misgurnus fossilisa),
- vágó csík (Cobitis teniu),
- süllő (Stizostedion lucioperca),
- kősüllő (Stizostedion volgense),
- pisztrángsügér (Micropterus salmoides);

### Pszammofil faj
- fenékjáró küllő (felpillantó küllő, Gobio gobio);

### Szpeleofil fajok
- tarka géb (Proterhorltinchus marmoratus),
- botos kölönte (Cottus gobio),
- törpeharcsa (Ictalurun nebulosus);

### Osztrakofil faj
- szivárványos ökle (Rhodeus sericeus amarus)

### Polifil faj
- naphal (Lepomis gibbosus)

A felsorolt fajok közül a vágó tok, a sőregtok és a viza teljesen kipusztult a folyóból. Fokozottan védett faj a dunai galóca, a magyar bucó és a német bucó. Védett faj a széles durbincs, a selymes durbincs, a viza, a pénzes pér, a sőregtok, a vágó tok, a kurta baing, a réti csík, a vágó csík, a fenékjáró küllő, a tarka géb, a botos kölönte és a szivárványos ökle.
Faunaidegen halfajok:
- naphal,
- razbora,
- fekete törpeharcsa,
- törpeharcsa,
- ezüstkárász.

## Kétéltűek (Amphibia)
A kistáj kétéltű faunája gazdag: a folyó, az árterek, a holtágak és morotvák bőséges táplálkozó és biztonságos szaporodó helyet kínálnak.

### Farkos kétéltűek (Caudata)
- tarajos gőte (Triturus cristatus),
- pettyes gőte (Triturus vulgaris).

### Békák (Anura)
- kecskebéka (Rana esculenta),
- tavi béka (Rana ridibunda),
- kis tavibéka (Rana lessonae),
- erdei béka (Rana dalmatina),
- mocsári béka (Rana arvalis wolterstorffi),
- vöröshasú unka (Bombina bombina),
- barna varangy (Bufo bufo),
- zöld varangy (Bufo viridis),
- barna ásóbéka (Pelobates fuscus),
- zöld levelibéka (Hyla arborea).

A Magyarországon minden kétéltű- és hüllőfaj védett.

## Hüllők (Reptilia)

### Gyíkok (Sauria)
- fürge gyík (Lacerta agilis) és annak vörös hátú változata (Lacerta agilis var. rubra)
- zöld gyík (Lacerta viridis),
- törékeny gyík (Anguis fragilis)
- fali gyík (Podarcis muralis).

### Kígyók (Serpentes)
- vízisikló (Natrix natrix) és ennek kétcsíkos változata (Natrix natrix persa),
- kockás sikló (Natrix tesselata),
- erdei sikló (Elaphe longissima)
- rézsikló (Coronella austriaca).

### Teknősök (Testudines)
- mocsári teknős (Emys orbicularis).

## Madarak (Aves)
A madárfaunát is döntően a folyó vizes élőhelyei határozzák meg. Védett fajok:
- rétisas (Haliaetus albicilla),
- vörös kánya (Milvus milvus),
- barna kánya (Milvus migrans),
- üstökös gém (Ardeola ralloides),
- cigányréce (Aythya nyroca),
- fekete gólya (Ciconia nigra),
- gyöngybagoly (Tyto alba),
- szalakóta (Coracias garrulus).

Telepesen fészkelő fajok:
- szakadó partok falaiban:
  - gyurgyalag (Merops apiaster),
  - partifecske (Riparia riparia),

- ártéri erdőkben:
- kárókatona (Phalacrocorax carbo).

Homok- és kavicszátonyokon fészkel:
- - kis lile (Charduelis dubius),
  - billegetőcankó (Tringa hypoleucos),
  - kis csér (Sterna albifrons) – Magyarországon már csak itt fészkel.

## Emlősök (Mammalia)

### Denevérek
- közönséges denevér (Myotis myotis),
- hegyesorrú denevér (Myotis blythi oxygnathus),
- szürke hosszúfülű-denevér (Plecutus austriacus),
- vízi denevér (Myotis daubentoni).

### Vakondfélék (Talpidae)
- közönséges vakond (Talpa europaea).

### Cickányfélék (Soricidae)
- közönséges vízicickány (Neomys foediens)
- erdei cickány (Sorex araneus).

### Pelefélék (Myxoidae)
- nagy pele (Glis glis),
- mogyorós pele (Muscardinus avellanarius),
- erdei pele (Dryomys nitedula).

### Egérfélék (Muridae)
- csalitjáró pocok (Microtus agrestis),
- vízipocok (Arvicola terrestris),
- kis törpeegér (Micromys minutus),
- pirókegér (Apodemus agrarius),
- erdei egér (Apodemus sp.)

A mókus (Sciurus vulgaris) közönséges a területen.

### Ragadozók
- nyest (Martes fonia),
- nyuszt (Martes martes),
- hermelin (Mustela erminea),
- menyét (Mustela nivalis),
- mezei görény (Mustela eversmani),
- vidra (Lutra lutra).
- vadmacska (Felis silvestris),
- aranysakál (Canis aureus),
- róka (Canis vulpes).

### Vadászható nagyvadak
- vaddisznó (Sus scrofa),
- gímszarvas (Cervus elephus),
- dámszarvas (Dama dama),
- őz (Capreolus capreolus).